# 美國陸軍監察長辦公室
美國陸軍監察長辦公室是專門負責調查美國陸軍的機構
。他任務是「通過有關、及時和徹底的檢查、援助、調查和培訓，向軍隊提供公正、客觀和公正的建議和監督」。1777年，監察主任的職位首次由年湯瑪斯·康威擔任，該辦公室已重組多次，規模巨大，並在複職前曾數次被撤銷。在早期，監察局經常被合併，或提議成為副檢察長部門的一部分。
19世紀末南北戰爭後，該辦部門大幅擴張，接受越來越多的檢查。美西战争爆發后，戰爭部準備不足，大部分責任都落在了監察局身上。然而，它在20世紀初繼續擴大，在第一次世界大戰期間達到頂峰，從1916年至1917年，該部門的案例數量增長了360%。在世界大戰之間，該部門的範圍進一步擴大。20世紀20年代，所從事的工作有所下降，1930年代再次上升。在第二次世界大戰期間，該部門的規模有所擴大，到1945年約有3，000名軍官。1986年，監察局的規模減到約2000名。

## 背景
第一批軍事督察員是法國陸軍的督察員，於1668年任命。1770年代，腓特烈二世任命了英國軍隊的督察員。歷史學家大衛·克拉裡認為到十八世紀中，軍事督察已成為軍隊必不可少的一部分。法國軍隊有一個獨立的督察員制度，他們直接向國王報告。他們有任務，在戰爭期間地位等於將軍，準將，或上校。並且還有一名建築督察員。腓特烈二世同樣給任命的人直接督察他的軍隊，直接向他報告，並檢查具體單位。這一制度被歐洲大部分地區採用。在英國的督察制度中，軍官們詳細檢查了陸軍的各個部位，另外還新增一名新兵和騎兵的督察長。指揮官也負責督察他們的部隊。官員的詳細情況意味著沒有負責督察的正式機構。
大陸軍成立時，它主要以英國軍隊為榜樣,因為歐洲的督察系統對大陸軍隊都不起作用。英國人依靠一支經驗豐富、訓練有素、紀律嚴明的軍隊是不夠的。法國人，因為它干擾了指揮鏈。普魯士，因為它依賴於統一的單位和做法。馬薩諸塞灣殖民地和維吉尼亞殖民地都有民兵，分別由召集大師來擔任督察，並且五個要素都被納入其中。
自 1775 年美國獨立戰爭開始以來，大陸軍就非常混亂。1775 年 7 月 4 日，喬治·華盛頓抵達波士頓率領軍隊圍攻這座城市後，他花了一周時間才準確統計出軍隊中的士兵人數，為 16,600 人，遠遠少於他預期的 24,500 人。在華盛頓看來，到1777年，軍隊訓練有素，組織嚴密，需要一名監察長。大陸會議的成員注意到「沒有定期監察員」，並於 1777 年 4 月 18 日要求設立一個職位來「檢查士兵人數」。

### 來源
1. ↑  Whitehorne 1998，第320頁.
2. ↑  Perry, Dustin. . United States Army (新闻稿).   [August 12, 2018]. （原始内容存档于August 13, 2018） （英语）.
3. ↑  Clary 1987，第4–7頁.
4. ↑  Clary 1987，第4–8頁.